# Ribe Kunstmuseum

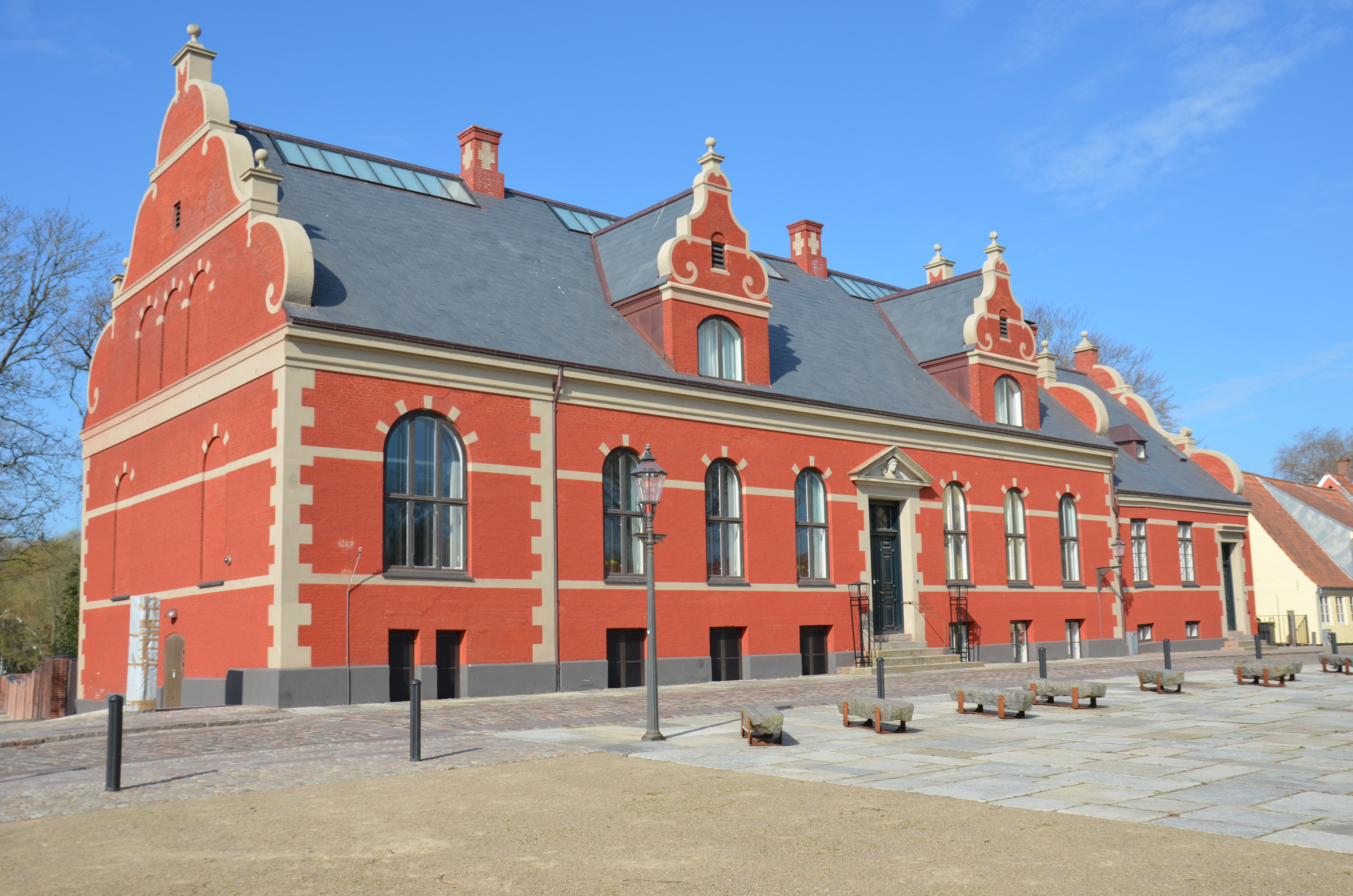
Ribe Kunstmuseum

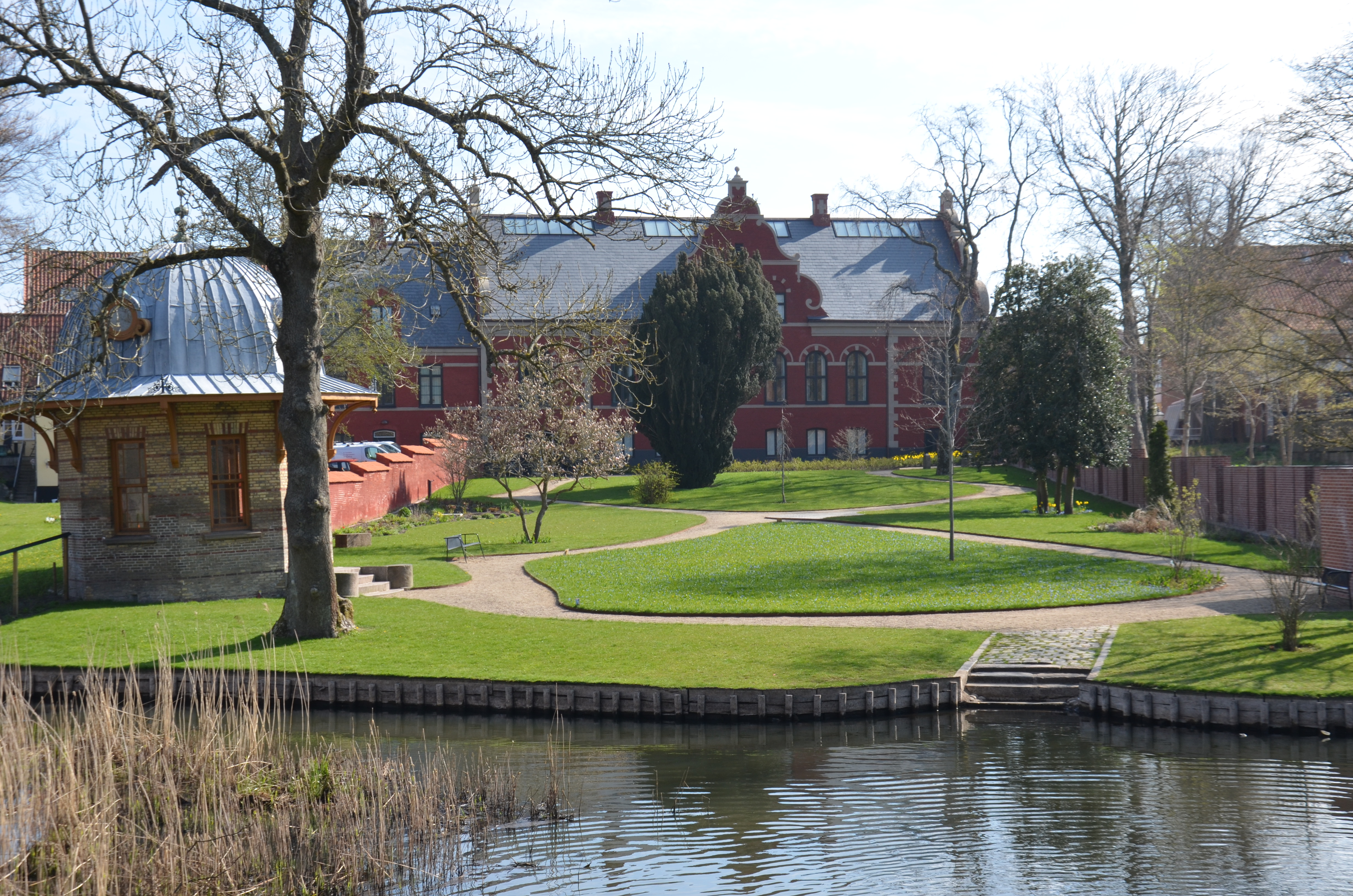
Ribe Kunstmuseum från trädgårdssidan

Ribe Kunstmuseum är ett danskt konstmuseum i Ribe.
Ribe Kunstmuseum öppnades 1891. Det är inhyst i ett k-märkt herrskapshus i nederländsk stil, i Danmark kallad rosenborgsstil, från 1864. Villan uppfördes av bomullsfabrikanten Balthazar Giørtz (1827–1891) efter ritningar av L.A. Winstrup (1815–1889). 
Dess permanenta samling består av verk från den danska guldåldern samt verk av skagenmålarna och klassiska modernister. 